# René Marie Guillou
René Marie Guillou est un prêtre catholique et homme politique français né le 15 mars 1747 à Châteaugiron et mort le 13 février 1832 à Rennes.

## Biographie
Fils de René Marie Guillou, sénéchal de Mongazon, procureur fiscal du prieuré de Sainte-Croix, et de Louise Marie Gault, il fait ses premières études au collège des jésuites de Rennes et les termine, chez les Pères de la Doctrine.
Élève du grand séminaire de Rennes, il est ordonné prêtre en 1771, et devient curé de Saint-Hervé, puis de la paroisse de Saint-Germain à Rennes. En 1774, son oncle, l'abbé Marie-Joseph Guillou, recteur de Martigné-Ferchaud, lui transmet ce bénéfice, qui vaut environ dix mille livres de rente, et le nouveau recteur de Martigné, que sa haute situation met en vue, est élu, le 21 avril 1789, député du clergé aux États généraux par la sénéchaussée de Rennes.
Il ne se montre point, au début, très hostile aux idées nouvelles, mais il refuse de suivre la majorité de l'assemblée dans sa politique à l'égard du clergé, se prononce contre la constitution civile du clergé, et, poursuivi bientôt comme ennemi de la Révolution, passe en Angleterre, où il ne fait qu'un court séjour, avant de se réfugier en Pologne.
L'abbé Guillou rentre en France à l'époque du Concordat, et reprend possession du presbytère de Martigné, avec son frère pour vicaire.
En 1821, l'un et l'autre remplissent encore ce ministère. René-Marie Guillou meurt à Rennes, dans un âge très avancé, chanoine honoraire du diocèse.

## Sources
- Dictionnaire des parlementaires français de 1789 à 1889 (Adolphe Robert et Gaston Cougny)